# Chromovalgus
Chromovalgus är ett släkte av skalbaggar. Chromovalgus ingår i familjen Cetoniidae.
Kladogram enligt Catalogue of Life:
| Chromovalgus | \| \| Chromovalgus klapperichi \| \| \| \| \| \| Chromovalgus peyroni \| \| \| \| |
|              | \| \| Chromovalgus klapperichi \| \| \| \| \| \| Chromovalgus peyroni \| \| \| \| |
|              | Chromovalgus klapperichi                                                          |
|              |                                                                                   |
|              | Chromovalgus peyroni                                                              |
|              |                                                                                   |